# Cratere Mamaldi
Mamaldi è un cratere sulla superficie di Rea.